# 잰길란구
잰길란구(아제르바이잔어: Zəngilan rayonu)는 아제르바이잔 남서부에 위치한 구로 행정 중심지는 잰길란이며 면적은 707km2이다. 서쪽으로는 아르메니아, 남쪽으로는 이란과 국경을 접한다. 나고르노카라바흐 전쟁 이후로 구 전체가 사실상 아르차흐 공화국의 실질적인 지배 상태에 있었으며  2009년 실효 통치력을 잃었던 아제르바이잔 측의 공식 통계 상으로는 인구가 33,900명(2009년 기준)으로 집계되었다. 아르차흐 공화국 시절 이 지역에 살던 아제리인은 모두 쫓겨났으며 2013년 아르차흐 공화국의 통계 조사 결과 이 지역과 라츤구, 구바들르구를 합쳐 만들어진 카샤타그주의 인구가 9,656명으로 조사되었다. 따라서 실제로는 현재 이 지역에 1만명에 많이 못 미치는 인구가 살았다.